# Félix Teira
Félix Teira Cubel (Belchite, en 1954) es maestro, profesor y escritor español, licenciado en Historia por la Universidad de Zaragoza.

## Biografía
Comenzó su carrera literaria de la mano de Mario Muchnik en la editorial Anaya&Muchnik. La primera obra fue Brisa de asfalto, acogida calurosamente por la crítica. El periódico El Mundo (El nacimiento de un creador) y el diario ABC (Una madurez nada frecuente) hicieron comentarios sobre la misma.
Posteriormente, publicó Gusanos de seda y La violencia de las violetas, calificada por El Mundo como «la más ambiciosa, compleja y osada de sus novelas». En Muchnik Editores sacó La ciudad libre y en 2005, en la Editorial Poliedro, vio la luz un libro de relatos, Sueños de borrachos. Ha escrito una trilogía para adolescentes, que también alcanzó el éxito entre el público adulto, donde se abordan el amor, la muerte, el erotismo, el papel del dinero y los contrastes sociales: Saxo y rosas, ¿Y a ti aún te cuentan cuentos…? y Una luz en el atardecer, las tres publicadas en la colección Espacio Abierto de Anaya, de las que se han vendido treinta ediciones. La revista CLIJ, especializada en literatura juvenil, ha afirmado: «Conoce bien el mundo de los adolescentes, por su lenguaje, su manera de expresarse, y porque es capaz de poner sobre la mesa toda una serie de temas que afectan a la juventud y a la sociedad —racismo, corrupción, sexo, violencia, etc.—, pero convirtiéndolos en verdadera literatura, sin dirigismos ni encubiertos didactismos».

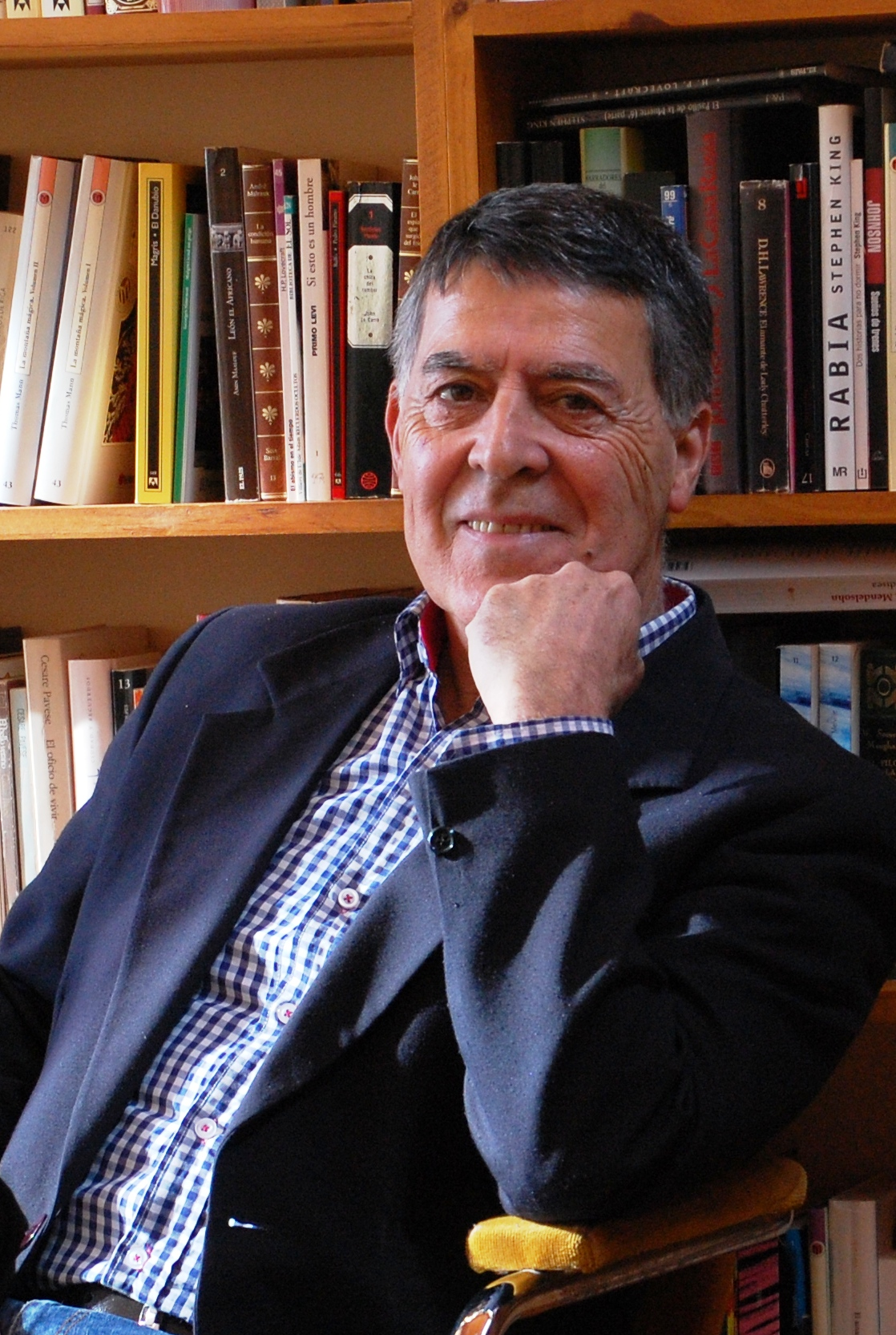
Teira Cubel en enero de 2022

En 2011, en la editorial Funambulista, publicó laciega.com, de la que Luis Borrás aseguró: «Félix Teira ha escrito una novela de esas que duelen, golpean la conciencia, escuecen, dejan huella. Una historia que parte de una situación demoledoramente sencilla: Cuando su marido, un brillante ingeniero, se queda en el paro, Marga ve cómo a su desencanto existencial se le une la imposibilidad de compensar sus frustraciones mediante el consumismo».
En 2013 publicó Hijos y padres. Ricardo Senabre, en la crítica de la novela en El Cultural, afirmó:  «Teira es un buen narrador, para el que la literatura no es un simple juego, sino un testimonio».  En 2016 salió a la luz la novela El último sol, ambas con la Editorial Funambulista.
Francisco de Goya, editado por el Gobierno de Aragón, apareció en 2017.
En 2021 publicó la novela corta Fuego frío en Prensas de la Universidad de Zaragoza (PUZ).  En la contraportada se sintetiza el argumento:  «Un abuelo que abandonó a la familia hace años reúne a los nietos en el lecho de muerte, declarándolos herederos de una fortuna cuando se cumpla una condición tan insólita como envenenada.  La ambición es un cáncer corrosivo que va a cambiar la vida anodina de los nietos jóvenes».
En 2021 publicó El nieto de Goya, un cuento para niños de diez años, editado por la Comarca del campo de Belchite, ilustrado por Vera Galindo.
Ha participado durante una década en el programa Invitación a la lectura que dirigió Ramón Acín.
En 2022 recibió el Premio Imán, otorgado por la Asociación Aragonesa de Escritores, por su trayectoria literaria.
El 13 de diciembre de 2022 fue galardonado con el Premio Artes y Letras de Heraldo de Aragón, en la modalidad de Literatura, por una obra intensa, comprometida y variada. 
El 20 de marzo de 2023 se hizo público que el profesor y escritor Teira Cubel había sido galardonado con el Premio de las Letras Aragonesas 2022, "por su gran calidad literaria, que aúna espíritu crítico y sensibilidad social".   
En 2024 publicó en Funambulista la novela ''Milenials'',  donde cuatro treintañeros comparten piso en Zaragoza.  Una fascinante novela coral sobre los sueños y los desencantos de los jóvenes pertenecientes a la llamada generación Y.

## Libros
- 1991, Brisa de asfalto[3]
- 1993, Gusanos de seda
- 1995, La violencia de las violetas
- 1995, Saxo y rosas[4]
- 1996, ¿Y a ti aún te cuentan cuentos…?
- 1999, Una luz en el atardecer
- 2000, La ciudad libre
- 2005, Sueños de borrachos
- 2011, laciega.com
- 2013, Hijos y padres
- 2016, El último sol
- 2017, Francisco de Goya
- 2021, Fuego frío
- 2021, El nieto de Goya
- 2024 Milenials

## Premios
- Premio Altea de Literatura Juvenil 1984
- Premio IMÁN, concedido por la Asociación Aragonesa de escritores por su trayectoria literaria. 2022
- Premio ARTES Y LETRAS, de Heraldo de Aragón, modalidad de LITERATURA, «por una obra intensa, comprometida y variada». Diciembre 2022
- Premio de las Letras Aragonesas 2022 El jurado consideró: «Por su gran calidad y sólida trayectoria literaria, que aúna espíritu crítico y sensibilidad social gracias a su profunda dimensión humana, sabiendo confrontar los dilemas morales de la actualidad con la creación».